# 凯墨·索南旺堆
凯墨·索南旺堆（藏語：ཁེ་སྨད་བསོད་ནམས་དབང་འདུས་，威利转写：khe smad bsod nams dbang 'dus，藏语拼音：Kemai Soinam Wangdü，1900年—1976年），男，藏族，西藏拉萨人，原噶厦官员、藏军将领，后获中国人民解放军少将軍銜。

## 生平
十三世达赖时期，他曾任噶厦色朗巴、噶谆，藏军二代本、当巴等职务。五世热振活佛摄政时，曾任噶厦札萨、仔康（财政局）总管。曾任1946年制憲國民大會代表，并作为副团长率西藏代表团参加大会。。1947年任藏军马基（司令）。1951年被噶厦派赴北京作为代表进行和平谈判，是十七条协议的签字人之一。1956年任西藏自治区筹备委员会委员。1956年3月12日被授予中国人民解放军少将军衔。1959年藏区骚乱发生后，随達賴喇嘛流亡印度，1976年病死于国外。